# Pavlos
 (août 2023).
Il peut être nécessaire de l'améliorer pour respecter le principe de neutralité de point de vue. Veuillez consulter la page de discussion pour plus de détails.

Pavlos Dionyssopoulos dit Pavlos, né à Filiatra (Péloponnèse, Grèce) en 1930 et mort le 14 Juin 2019 à Athènes en Grèce est un artiste plasticien, artiste peintre, sculpteur grec ayant vécu la plus grande partie de sa vie à Paris en France.
Ses œuvres en matériau de récupération, essentiellement le papier, sont inspirées des objets du quotidien et de la nature.
Pavlos «peintre sans pinceau» a plus particulièrement utilisé le papier d'affiche massicoté, dont il a imaginé et initié l'emploi dans ses tableaux et sculptures.
Il en a détourné l’usage, créé sa propre technique, qu’il a travaillée et perfectionnée toute sa vie.

## Biographie

### Naissance
Pavlos est né à Corinthe en 1930, alors que ses parents y séjournaient pour du travail.
La date de naissance exacte de Pavlos est inconnue, les archives de la mairie de Corinthe ayant brûlé pendant la Deuxième Guerre mondiale. Il est né officiellement en 1930 mais les témoignages familiaux font état de 1932 (Juillet 1932 d’après sa tante Giovanna, sœur de son père Constantin, qui l’avait baptisé.).
Le bureau d’état civil de la mairie de Filiatra fait état de deux inscriptions 1930 et 1932.[réf. nécessaire]

### Enfance
C’est à Filiatra, une petite ville de la côte Ouest de l'ancienne municipalité de Messine dans le Péloponnèse que Pavlos passa son enfance avec ses frères et sœurs, Savvas, Giorgos, Angeliki et Takis.
Il est le second de la fratrie.
Pavlos voit dans ses années d’enfance l’essence de sa créativité.
Son père Constantin est artisan cordonnier, sa mère Giannoula femme de ménage, couturière travaillant aux champs à l’occasion.
Ses deux parents bien qu’ils n’aient pas eu les moyens de connaitre l’art avaient chacun une inclination artistique, l’un quand il créait ses modèles de chaussures, l’autre par le chant qu’elle 
pratiquait.
« Sur le plan éducatif mes années d’enfance ne m’ont pas offert beaucoup de choix. En revanche, j’ai beaucoup appris de la conduite de mes parents, qui étaient d’honnêtes gens. Des gens dotés d’un respect inné pour les choses, pour les êtres humains, pour les événements, un respect pour tous et pour tout. Mon père aimait ce qu’il faisait, il le faisait avec amour. Ils ne m’ont pas enseigné toutes ces choses, je les ai vues. »
Ils vivent avec ses trois frères et sa sœur dans une petite maison, rue Anapafseos.
Alors que Savvas l’ainé commence à apprendre la profession de cordonnier auprès de son père, Pavlos lui est très tôt attiré par le dessin.
Dans cette région agricole entre mer et montagnes, il passe ses journées entre l’école, le travail aux champs à ramasser les olives ou sulfater les plantations, aider son père à l’atelier de cordonnerie, la messe et parfois le travail de berger pour conduire les animaux pâturer.
Excellent élève, sa maturité, sa constance, et son besoin de dépassement provoquent très tôt l’intérêt de sa communauté.
Dès ses plus jeunes années il dessine en toute occasion dans le sable, la terre avec une pièce de bois, sur des cartons, des feuilles avec du charbon puis des crayons encouragé par son professeur de dessin.
Il commence à peindre, fait des natures mortes, des paysages et de nombreux portraits.
N’ayant pas les moyens d’en acheter il crée ses propres jouets avec des assemblages de fruits et de légumes séchés.
Les vacances scolaires sont longues, presque quatre mois à cette époque dans le Péloponnèse.
La famille les passe dans une petite maison au bord de la mer à Agia Kiriaki et à Agrili où ils campent, le jeune Pavlos collectionne les cristaux de sel trouvés sur les rochers et les herbes de mer. Il pêche, ramenant poissons et crabes.
Pendant ses années de collège (Gymnasio en Grèce) il se prend de passion pour la lecture. Les livres sont rares. Il lit beaucoup de poètes grecs comme Solomon et Cavafis.
« Une poésie d’inspiration plutôt philosophique, différente de celle qui chantait la nature, mais qui m’attirait aussi au niveau émotionnel. »
Il lit des biographies d’artistes, parmi lesquelles un ouvrage sur Van Gogh qui contenait des extraits de la correspondance avec son frère Théo qui le marqueront.
Bien qu’ils vécurent dans des conditions très modestes et que Pavlos ressentit très tôt l’inégalité sociale qui l’entourait il attribue plus tard dans sa vie d’artiste les origines de sa créativité à ses années d’enfance et au rapport qu’il eut avec la nature et les éléments qui la composent :
« La NATURE, c’est-à-dire la lumière, le soleil, le chaud, le froid, le vent, la pluie, le tonnerre, l’eau, fut mon premier contact avec la vie, je baignais là-dedans pendant toute ma petite enfance […] La nature c’est ce qui existe au dedans de moi, ce qui accompagne mon existence […] toute mon éducation, mon éducation créatrice j’entends, vient de la nature. »

## Œuvres
- Baroque[5]
- Le bar, 1976, dessin (aquarelle, mine graphite, craie et collage sur carton)[6]
- Chemises-cravates, papiers massicotés, pliés et collés sous plexiglas[7]

## Expositions
- 2007 : Syros[8].
- 2017 : Paris